# Emilia Larsson
Emilia Larsson, född 13 juli 1998, är en svensk fotbollsspelare som spelar för FC Rosengård. Hon slog igenom som 17-åring då hon spelade för Linköping FC. Larsson hamnade där efter i IFK Nyköping där hon fick goda resultat med totalt 9 mål på 13 matcher. Därefter blev hon värvad av IFK Norrköping där hon likaså fick ett storslaget resultat med  21 mål på 19 matcher. Efter tiden i Östergötland begav sig Larsson till huvudstaden, där hon i 3 år spelade i laget Hammarby IF. Där inledde hon tiden i Hammarby IF med att göra 12 mål och 25 assist i Elitettan. Säsongen 2020 gjorde hon 17 mål på 26 matcher och hjälpte Hammarby att bli uppflyttade till Damallsvenskan. 

## Karriär

### Tidiga år
Larssons moderklubb är IK Östria Lambohov, där hon spelade fram tills hon blev värvad av Linköpings FC.

### Linköpings FC
Larsson gjorde sin A-lagsdebut för Linköpings FC som 15-åring i Svenska cupen. Hon gjorde ett inhopp i Damallsvenskan 2014 och ett inhopp i Damallsvenskan 2015. Den 2 september 2016 gjorde Larsson sitt första allsvenska mål i en match mot Kvarnsvedens IK. Hon spelade nio matcher och gjorde ett mål i Damallsvenskan 2016. Efter säsongen 2016 lämnade Larsson klubben.

### IFK Nyköping
I januari 2017 värvades Larsson av IFK Nyköping. Hon gjorde nio mål på 13 matcher för IFK Nyköping säsongen 2017. I augusti 2017 lämnade Larsson klubben.

### IFK Norrköping
I september 2017 värvades Larsson av IFK Norrköping. Hon spelade tre matcher och gjorde ett mål för IFK Norrköping säsongen 2017. Den 28 april 2018 gjorde Larsson ett hattrick i en 6–0-vinst över Nittorps IK. Säsongen 2018 gjorde hon 21 mål på 19 matcher, vilket gav en tredjeplats i Division 1 Mellersta Götalands skytteliga.

### Hammarby IF
I december 2018 värvades Larsson av Hammarby IF. Hon gjorde 12 mål och fem assist på 25 matcher i Elitettan 2019. I november 2019 förlängde Larsson sitt kontrakt med två år. Säsongen 2020 gjorde hon 17 mål på 26 matcher och hjälpte Hammarby att bli uppflyttade till Damallsvenskan.
I juli 2021 förlängde Larsson sitt kontrakt i Hammarby fram över säsongen 2023.

### FC Rosengård
I januari 2023 värvades Larsson av FC Rosengård, där hon skrev på ett treårskontrakt.